# Anguera
Anguera là một đô thị thuộc bang Bahia, Brasil. Đô thị này có diện tích 158,73 km², dân số năm 2007 là 9529 người, mật độ 60,03 người/km².